# قاري زين العابدين
قاري زين العابدين هو قائد عسكري في حركة طالبان الأفغانية، ووالي ولاية لغمان منذ أغسطس 2021.